# Dawn Wells

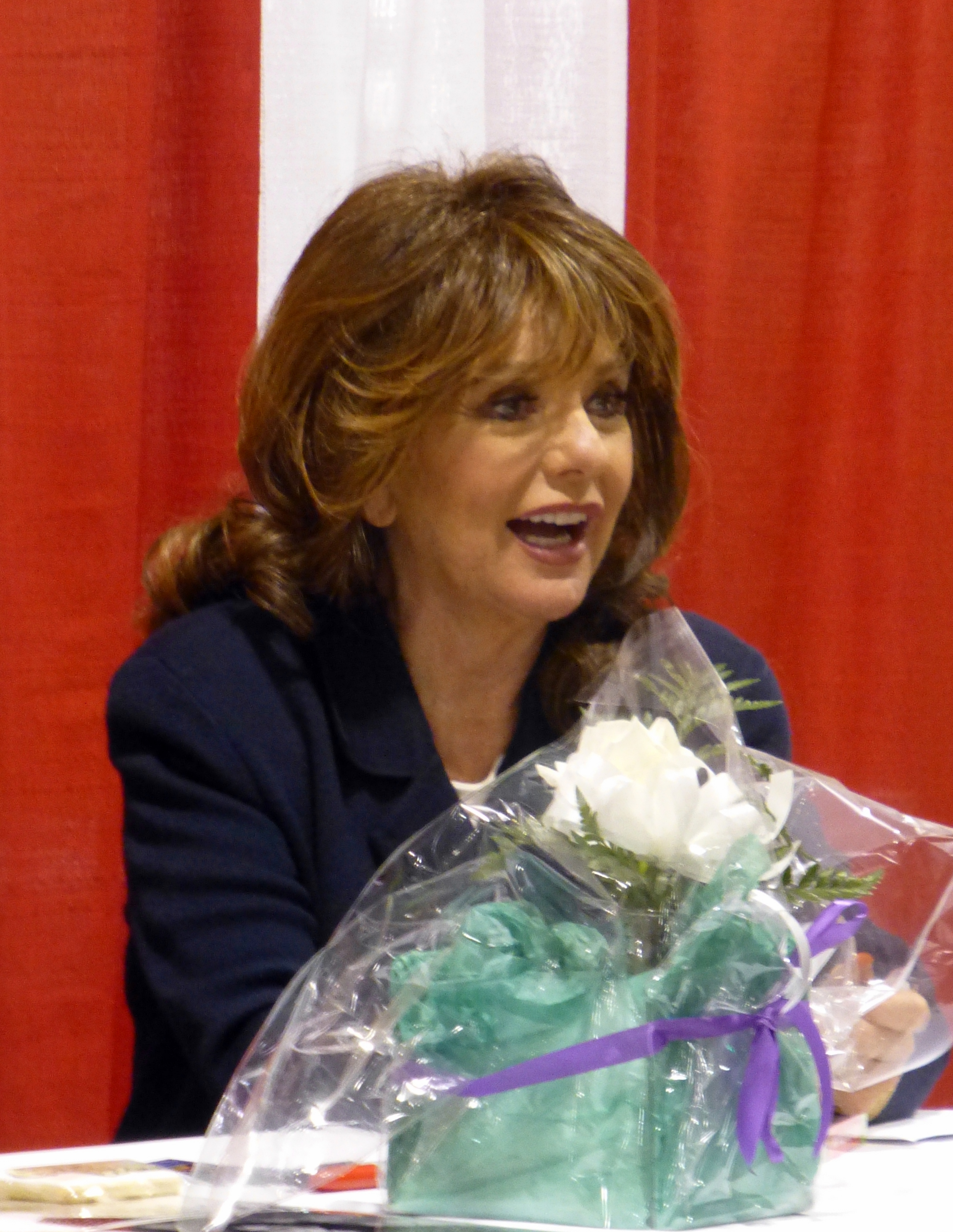
Dawn Wells (2015)

Dawn Elberta Wells (* 18. Oktober 1938 in Reno, Nevada; † 30. Dezember 2020 in Los Angeles, Kalifornien) war eine amerikanische Schauspielerin.

## Leben
Im Jahr 1959 wurde Dawn Wells zur Miss Nevada gekürt und nahm im folgenden Jahr als Repräsentantin ihres Bundesstaats an der Wahl zur Miss America teil. Danach begann ihre Schauspielkarriere. Zunächst erhielt sie Nebenrollen und Gastauftritte in verschiedenen Fernsehserien wie 77 Sunset Strip (1961), Maverick (1961) und Bonanza (1962/1968).
Von 1964 bis 1967 spielte sie dann die Rolle des Landeis Mary Ann Summers in der CBS-Sitcom Gilligans Insel, die ihr Image nachhaltig prägen sollte. Da die Serie bis heute zahllose Male wiederholt wurde, wurde Wells/Mary Ann zu einer Ikone der amerikanischen Populärkultur. Die klassische Frage, um den bevorzugten Frauentyp amerikanischer Männer zu erfahren, ist Mary Ann or Ginger?. Ginger, gespielt von Tina Louise, war in Gilligans Insel ein glamouröses, aber recht zickiges Filmsternchen, während Mary Ann die gutherzige Unschuld vom Lande darstellte. Bei fast allen diesbezüglichen Umfragen liegt Mary Ann vorne.
In den folgenden Jahren trat sie in Nebenrollen vor allem in Fernsehfilmen auf, darunter in den diversen Nachfolgeproduktionen zu Gilligans Insel.
Wells lebte zuletzt auf einer Ranch in Driggs (Idaho). Sie veranstaltete Schauspielworkshops und betrieb eine Firma, die Spezialkleidung für körperlich behinderte Menschen herstellt. 1990 kamen nach dem Tod von Natalie Schafer, die in Gilligans Insel die Millionärsgattin Mrs. Howell gespielt hatte, und mit der Wells in der Serie wie im „richtigen Leben“ eine Art Mutter-Tochter-Beziehung pflegte, Gerüchte auf, Schafer habe ihr beträchtliches Vermögen Wells vermacht. Eine Bestätigung dieser Behauptung steht jedoch aus.
Dawn Wells starb Ende Dezember 2020 im Alter von 82 Jahren an den Folgen von COVID-19.

## Filmografie
Filme
- 1963: Im Paradies ist der Teufel los (Palm Springs Weekend)
- 1964: Assistenzärzte (The New Interns)
- 1975: Winterhawk
- 1976: Der Umleger (The Town That Dreaded Sundown)
- 1977: Return to Boggy Creek
- 1978: Rescue from Gilligan's Island (Fernsehfilm)
- 1979: The Castaways on Gilligan's Island (Fernsehfilm)
- 1981: The Harlem Globetrotters on Gilligan's Island (Fernsehfilm)
- 1983: High School U.S.A. (Fernsehfilm)
- 1989: The Princess and the Dwarf
- 1992: Besessen bis zum Tod (Soulmates)
- 1996: Lover's Knot – Eine Liebe mit Hindernissen (Lover's Knot)
- 2002: Super Sucker
- 2004: Forever for Now
- 2012: Silent But Deadly
- 2013: This Is Our Time

Fernsehserien
- 1961: The Roaring 20's (eine Folge)
- 1961: Maverick (eine Folge)
- 1961: Cheyenne (eine Folge)
- 1961: Wagon Train (eine Folge)
- 1961: 77 Sunset Strip (vier Folgen)
- 1961: Kein Fall für FBI (The Detectives, eine Folge)
- 1961: Everglades (eine Folge)
- 1961: Tales of Wells Fargo (eine Folge)
- 1961–1962: Surfside 6 (zwei Folgen)
- 1962: Polizeirevier 87 (87th Precinct, eine Folge)
- 1962: Lawman (eine Folge)
- 1962: Hawaiian Eye (zwei Folgen)
- 1962: It’s a Man’s World (zwei Folgen)
- 1962, 1968: Bonanza (zwei Folgen)
- 1963: Am Fuß der blauen Berge (Laramie, eine Folge)
- 1963: Sprung aus den Wolken (Ripcord, eine Folge)
- 1963: The Third Man (eine Folge)
- 1964: Channing (eine Folge)
- 1964: The Joey Bishop Show (eine Folge)
- 1964: Amos Burke (eine Folge)
- 1964–1967: Gilligans Insel (Gilligan’s Island, 98 Folgen)
- 1967: Invasion von der Wega (The Invaders, eine Folge)
- 1968: Verrückter wilder Westen (Wild Wild West, eine Folge)
- 1969: FBI (The F.B.I., eine Folge)
- 1978: Vegas (Vega$, eine Folge)
- 1980: Hagen (eine Folge)
- 1980: Love Boat (The Love Boat, zwei Folgen)
- 1981: Fantasy Island (eine Folge)
- 1982: Gilligan’s Planet (eine Folge)
- 1983: Matt Houston (eine Folge)
- 1987: Alf (eine Folge)
- 1987: Unser lautes Heim (Growing Pains, zwei Folgen)
- 1992: Baywatch – Die Rettungsschwimmer von Malibu (Baywatch, eine Folge)
- 1993: 4x Herman (eine Folge)
- 1993: Columbo: Der Tote in der Heizdecke (It’s All in the Game)
- 1995: Roseanne (eine Folge)
- 1997: Meego – Ein Alien als Kindermädchen (Meego, eine Folge)
- 2001: Three Sisters (eine Folge)
- 2007: Pastor Greg (Growing Pains, zwei Folgen)
- 2012: Celebrity Ghost Stories (eine Folge)

## Auszeichnung
- 2004: TV Land Award für Gilligans Insel (geteilt mit Bob Denver, Tina Louise, Sherwood Schwartz, Lloyd J. Schwartz und Russell Johnson)